# Łopoczno
Łopoczno – wieś w Polsce położona w województwie lubelskim, w powiecie opolskim, w gminie Józefów nad Wisłą. Leży wzdłuż prawego brzegu Wisły przy DW 825
W latach 1975–1998 miejscowość administracyjnie należała do ówczesnego województwa lubelskiego.
Wieś wraz ze Starymi Kaliszanami tworzy sołectwo w gminie Józefów nad Wisłą. Według Narodowego Spisu Powszechnego z roku 2011 wieś liczyła 133 mieszkańców.

## Historia
W 1827 r. Łopoczno zostało opisane jako wieś nad Wisłą, znajdująca się w powiecie nowoaleksandryjskim, ówczesnej gminie Kamień, parafii Rybitwy. W roku 1884 było tu 134 mieszkańców.
Według spisu z roku 1827 wieś w parafii Piotrawin z 22 domami i 154 mieszkańcami. Wchodziła w skład dóbr Kaliszany.